# Mladen Budiščak
Mladen Budiščak (Zagreb, 8. rujna 1947. – Zagreb, 16. lipnja 2003.) bio je hrvatski kazališni, televizijski i filmski glumac.

## Životopis
Rođen je 8. rujna 1947. u Zagrebu, gdje je završio gimnaziju i Akademiju dramske umjetnosti, na kojoj je 1971. godine diplomirao glumu. Od rujna 1971. bio je član ansambla kazališta Gavella.
Bio je sin bogatoga zagrebačkog tvorničara, koji je sve izgubio u prevratu poslije Drugog svjetskog rata, odrastao je u neimaštini na Trešnjevci, gdje je i postao arhetipom purgerskoga fakina. Odgojen od skromnoga oca koji je samozatajno proveo život marljivo radeći u tvornici koja je negda bila njegova, i sam je njegovao tu samozatajnost u životu i na sceni.

## Filmografija

### Televizijske uloge
- "Vrijeme ratno i poratno" (1975.)
- "Smogovci" kao Cucak (glas) (1982.)
- "Zamke" kao Vučko (1983.)
- "Rade Končar" (1983.)

### Filmske uloge
- "Kud puklo da puklo" kao Budilica (1974.)
- "Bravo maestro" kao Mladen (1978.)
- "Novinar" kao fotoreporter Franc (1979.)
- "Kraljevo" (1981.)
- "Samo jednom se ljubi" kao Vule (1981.)
- "Nemir" (1982.)
- "U raljama života" (1984.)
- "Za sreću je potrebno troje" kao Pilar (1985.)
- "Čaruga" kao Župan (1991.)

## Vanjske poveznice
- Mladen Budiščak u internetskoj bazi filmova IMDb-u (engl.)
- Stranica na Gavella.hr